# Millenia Tower
Millenia Tower je nejvyšším mrakodrapem komplexu Millenia Centre v Singapuru. Má 41 nadzemních podlaží a výšku 223 metrů. Výstavba probíhala v letech 1992–1996 podle společného projektu společností Johnson/Burgee Associates, Kevin Roche John Dinkeloo and Associates a DP Architects.